# Рацлавувка
Рацлавувка (пол. Racławówka) — село в Польщі, у гміні Боґухвала Ряшівського повіту Підкарпатського воєводства.
Населення — 1432 особи (2011).
У 1975-1998 роках село належало до Ряшівського воєводства.

## Демографія
Демографічна структура станом на 31 березня 2011 року:
|          | Загалом | Допрацездатний вік | Працездатний вік | Постпрацездатний вік |
| -------- | ------- | ------------------ | ---------------- | -------------------- |
| Чоловіки | 723     | 160                | 494              | 69                   |
| Жінки    | 709     | 138                | 443              | 128                  |
| Разом    | 1432    | 298                | 937              | 197                  |